# Claire Babet
Pour les articles homonymes, voir Babet.
Claire Babet, née le 4 novembre 1969, est une maître verrier française, dirigeant un atelier de restauration et de création de vitraux installé depuis 1999 à Chenonville, commune de La Bourdinière-Saint-Loup, dans le département français d'Eure-et-Loir.
Depuis sa création, l'atelier a restauré les vitraux de monuments historiques célèbres, comme ceux de la Sainte Chapelle de Paris ou de la cathédrale Notre-Dame de Chartres.

## Historique
En 1999, Claire Babet reprend le nouvel atelier de Michel Petit à Chenonville avec Stéphane Petit, tout d'abord sous le nom d'origine. Stéphane Petit, fils de Michel Petit, quitte l'entreprise en 2008 et Claire Babet devient seule gérante sous l'enseigne Claire Babet Vitraux. L'atelier est maintenu à Chenonville,,.

## Biographie
Née en 1969 aux Lilas, Seine-Saint-Denis, Claire Babet obtient le diplôme national des métiers d’art et du design en 1990, à l’École nationale supérieure des arts appliqués et des métiers d'art (ENSAAMA) rue Olivier-de-Serres à Paris.
Elle travaille ensuite dans différentes entreprises parisiennes entre 1990 et 1994, lui permettant d'acquérir une expérience en création et restauration de vitraux.
En 1994, elle ouvre son premier atelier Bleu Vitrail, où elle crée et restaure des vitraux pour la région parisienne. Entre 1995 et 1998, Claire Babet enseigne le vitrail au lycée parisien Lucas de Nehou en section vitrail pour le CAP et le BMA, puis rejoint l'atelier de Michel Petit.
Depuis 1999, elle dirige son atelier et intervient sur des chantiers de monuments historiques, principalement en restauration de vitraux — pouvant « passer jusqu'à treize heures de nettoyage sur un mètre carré » —, mais produit également des créations. En parallèle de la gestion de son entreprise, Claire Babet est notamment membre du jury du concours des Meilleur ouvrier de France en vitrail et du Prix régional des métiers d'art,,. Elle est également présidente de l'Association des Verriers de Chartres et d'Eure-et-Loir.
Il s'agit d'une artiste plastique qui crée aussi bien sur verre que sur toile ou papier. Ces derniers n'étant pas son activité principale. On y retrouve cependant les mêmes composantes que pour ses œuvres verrières,.
Depuis 2016, elle participe à la sauvegarde et à la remise en marche des ateliers Lorin de Chartres, avec François Ratkoff, Élodie Vally et la ville de Chartres,.

## Réalisations de l'atelier

### Restauration-conservation de vitraux

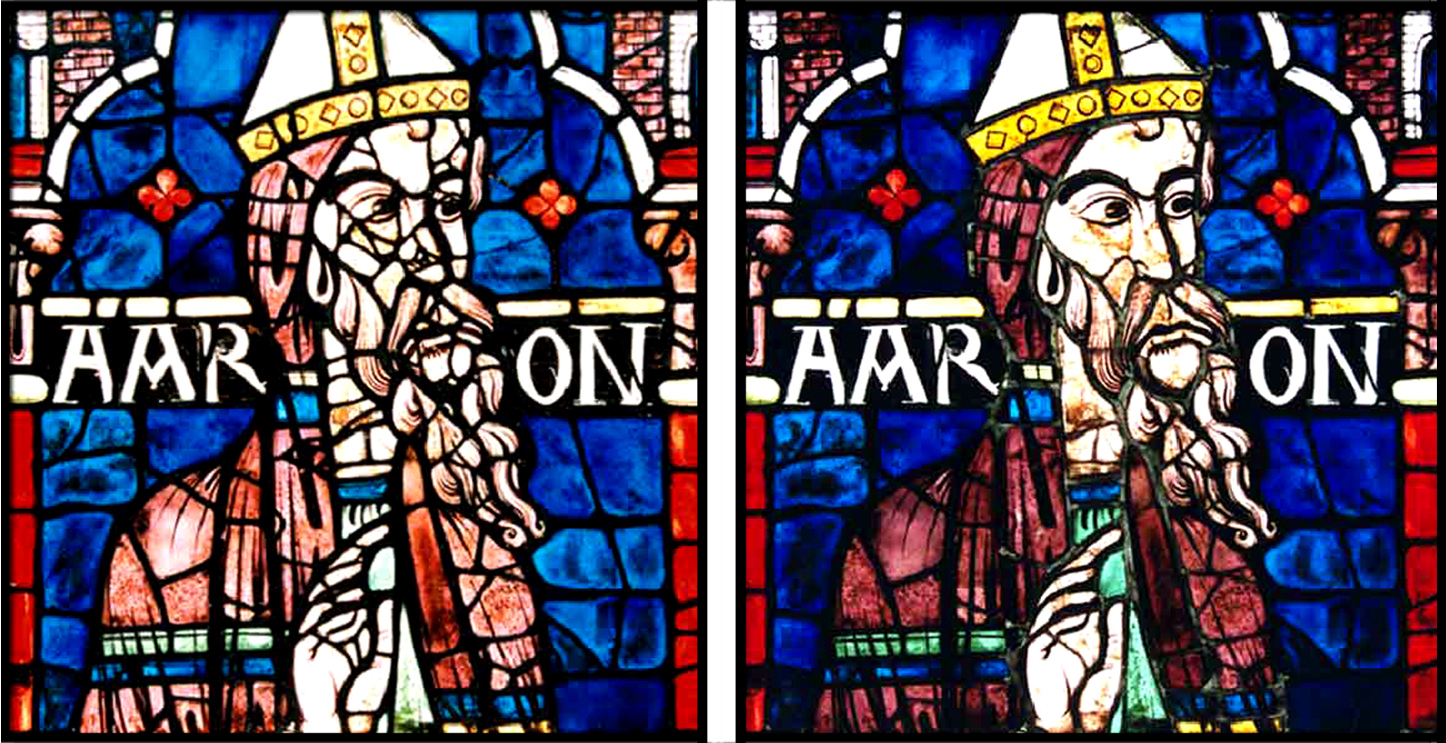
Détail du panneau central AARON de la baie 101, avant/après, cathédrale Notre-Dame de Chartres.

L'atelier restaure des vitraux très anciens ou récents, dans le respect du motif et des techniques de création de l’œuvre originelle, en optant pour une restauration-conservation qui suit les directives du service de la Conservation régionale des monuments historiques. Travaillant en étroite collaboration avec ce dernier, mais aussi avec les architectes en chef des monuments historiques, des historiens, et le laboratoire de recherche des monuments historiques, l'atelier fournit des données archéologiques et historiques sur l'art du verre, au fil des chantiers de monuments anciens qui comportent des vitraux des premiers âges de cet art,.
L'équipe maîtrise les techniques particulières de restauration telles que le nettoyage, les collage silicones (CAF) ou à la colle époxi, les retouches à froid pour les peintures ou les collages, la création de compléments en verre et peinture, le Tiffany, et le remontage complexe des panneaux allant du XIIIe siècle à nos jours.
En avril 2019, Claire Babet — « reconnue pour son savoir-faire » — voit son atelier intégré aux entreprises réquisitionnées pour la dépose des vitraux de la cathédrale Notre-Dame de Paris, en vue de leur sauvegarde et afin de « libérer des baies où viendra s’appuyer une installation permettant d’affiner le diagnostic sur l’état de la voûte » après l'incendie du monument. Au printemps 2022, l'atelier est sélectionné — « [avec sept] ateliers de maîtres verriers et serruriers d’art » — pour la remise en état de vitraux.

#### Quelques chantiers notables

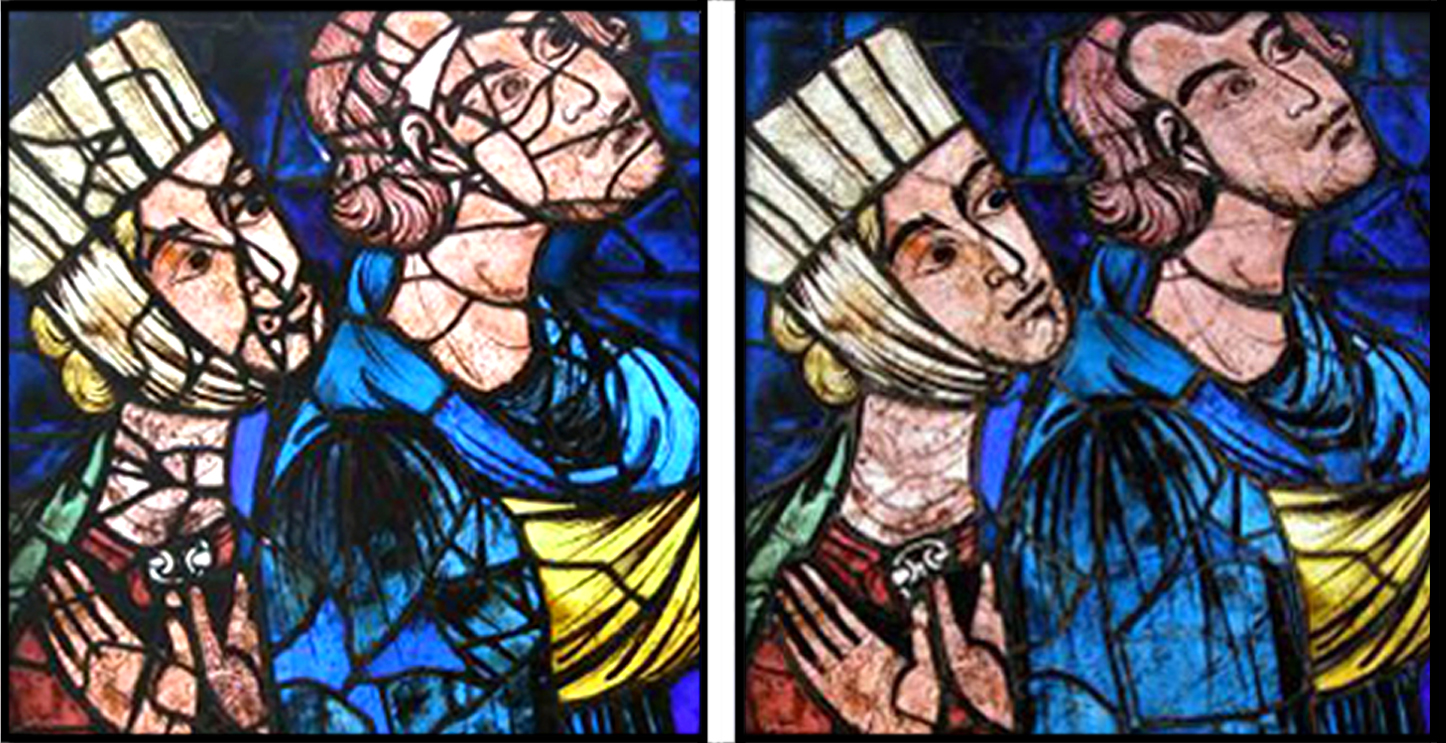
Restauration du panneau inférieur de la baie 101, Gaufridus et Eremburge, cathédrale Notre-Dame de Chartres.

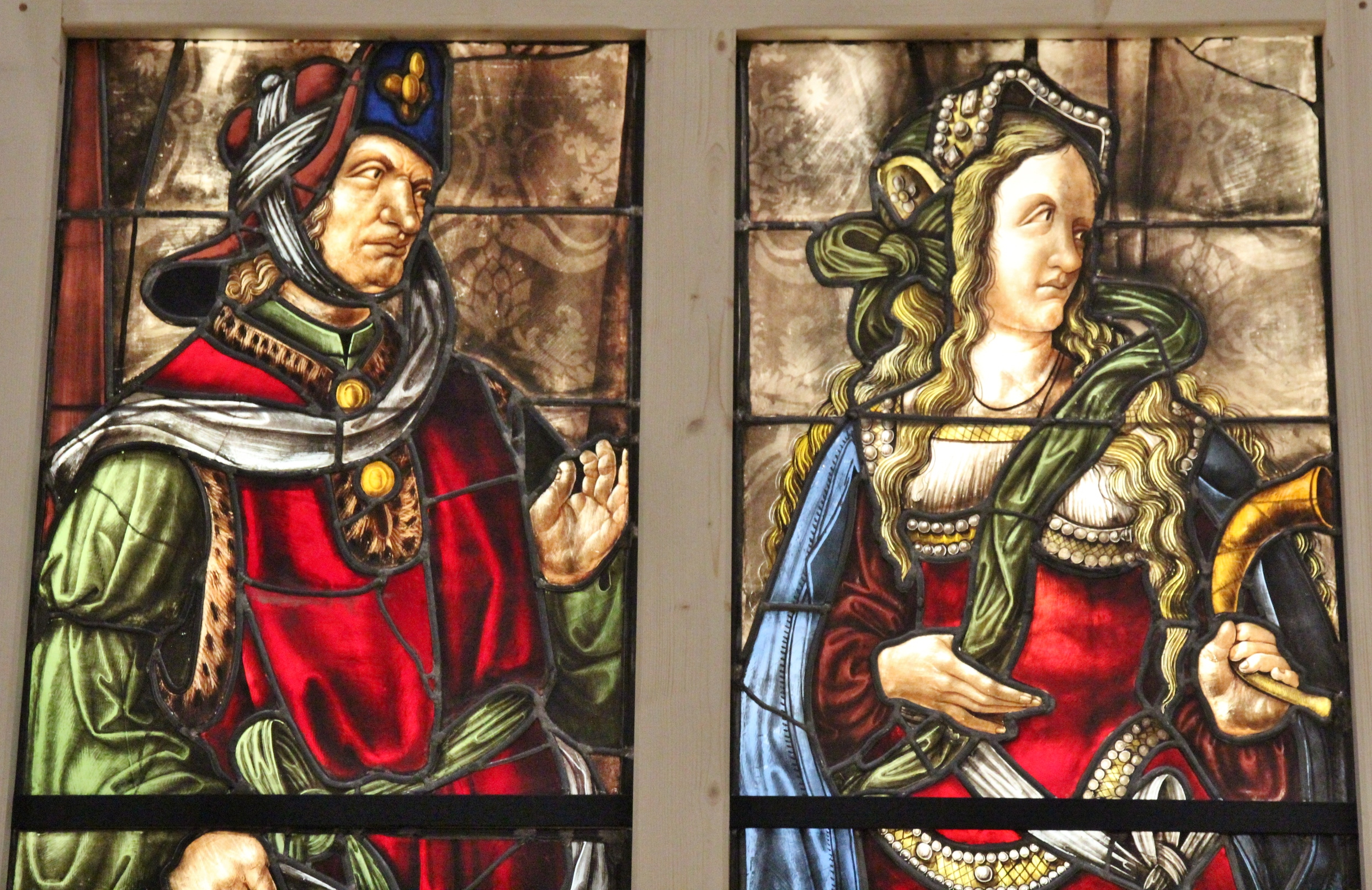
Détail du vitrail Daniel, Sibylle Cimmérienne de Arnaud de Moles, cathédrale Sainte-Marie d'Auch (exposé avant repose).

- Cathédrale Notre-Dame de Chartres : rosace occidentale, 2011[13], baies de la haute nef[14], baies du chœur et chapelle Saint-Piat, 2016-2017[15] ;
- Sainte-Chapelle de Paris : baies de la nef nord[15],[1],[16],[17]. Claire Babet s'est notamment « appuyée sur des relevés aquarellés du peintre-verrier Louis Steinheil, réalisés au XIXe siècle […][10] » ;
- Cathédrale Saint-Gatien de Tours [2] ;
- Cathédrale Saint-Étienne de Bourges [2] ;
- Notre-Dame-de-Lorette, Paris [2] ;
- Musée Fenaille, Saint-Germain-des-Prés, Musée de Cluny[2] ;
- Collégiale Saint-Michel-et-Saint-Pierre de Bueil, 2005[18] ;
- Église Notre-Dame de La Londe : verrière Sainte Philomène, 2008[19] ;
- Collégiale de Mussy-sur-Seine : baies hautes et basses du chœur ;
- Cathédrale Sainte-Marie d'Auch, restauration de trois verrières de Arnaud de Moles (début du XVIe siècle) de la chapelle Saint-Louis, en collaboration avec l'atelier Anne Pinto (Charente), 2017-2019[20],[21] ;
- Baies de l'église Saint-Merri, Paris, 2019 ;
- Cathédrale Saint-Samson de Dol-de-Bretagne, 2019-2020 ;

### Créations en vitrail
Claire Babet crée des vitraux en mixant les techniques traditionnelles (verre et plomb), la peinture sur verre (intemporelle) et les techniques modernes (thermoformage, fusing, thermocollage). Elle utilise principalement la peinture sur verre (grisaille et émaux) appliquée sur des verres thermoformés et parfois fusionnés ou assemblés par de rares plombs, pour ses créations abstraites. Lorsqu'il s'agit d’œuvres figuratives, l'artiste utilise le plomb et ses différentes largeurs pour créer du graphisme L'artiste réagit à l'ambiance lumineuse et à l'échelle de l'œuvre qu'elle doit créer par rapport au lieu dans lequel elle sera installée. Elle pense de manière abstraite, suivant son ressenti, en traduisant des éléments iconographiques en une coloration ou un symbole. Elle souhaiterait que lorsque les gens contemplent ses œuvres, ils s'évadent et voient autre chose que ce qui est produit à l'origine et voyagent par l'imaginaire.
- Tolkien, œuvre unique, 1998[2] ;
- Bamako, Mali, 1999[18] ;
- Unédic de Paris, Orange Amère, 1999[18] ;
- Ondes, œuvre unique, 2000[2] ;
- Trilogie, paravent, 2001[2] ;
- Meung-sur-Loire, 2001[2] ;
- Église d'Autheuil (Eure-et-Loir), 2001[18] ;
- Usine Novo Nordisk de Chartres, 2005[6] et 2017 : le projet de 70 m2, mis en place lors de la construction du bâtiment, apporte de la couleur et de la lumière naturelle aux longues passerelles de l'usine. La réalisation est visible de l'intérieur mais reste discrète à l'extérieur, s'intégrant bien avec les éléments architecturaux des bâtiments. Il s'agit ici de grands verres thermoformés, peints à l'émail et à la grisaille[18] ;
- Forclum Centre Loire, Mignières[22] ;
- Vitraux pour le groupe Eiffage à Saint-Denis (Seine-Saint-Denis)[22] ;
- Ensemble de baies pour l'église Saint-Pierre de Boutigny-sur-Opton (monument du  XIIe siècle, transformé au XVIe) ; mise en couleur de la vie du Saint « évoquant par exemple ses attributs tels que la clé et le filet de pêche[10] », ou la croix latine inversée.

## Récompenses et prix
- Prix spécial Société d'Encouragement aux Métiers d'Art (SEMA), 1991[2].
- Deuxième prix du Salon des Artisans d'Art, de la Foire de Paris, en 1995[2].
- Prix régional Société d'Encouragement aux Métiers d'Art (SEMA) en création contemporaine, 2003.
- Prix des arts décoratifs au Salon d'Automne, 2005[5].
- Titre de Maître Artisan, 2013[22].
- Prix régional de restauration-conservation en région Centre Val de Loire en 2015[22].
- Plusieurs récompenses de la Société d'encouragement aux métiers d'art[5].
- Trophée « Madame artisanat » 2021 de la Chambre de métiers et de l'artisanat en France[23],[24].

## Labels, affiliations et groupements
- Groupement des Monuments Historiques (GMH)[25]
- Entreprise du patrimoine vivant (EPV)[26]
- Association des Verriers de Chartres et d'Eure-et-Loir (AVCEL)[27]

## Distinction
- Chevalier de l'ordre national du Mérite (2022)[28]
- Chevalier de l'ordre des Arts et des Lettres (2025)[29]